# Lirone
Le lirone ou lira da gamba (parfois lyrone, Accordo ou Lirone perfettone) est la haute-taille des instruments de la famille de la lira, populaire à la fin du XVIe et au début du XVIIe siècle. C'est un instrument à cordes frottées, pourvu de 9 à 16 cordes en boyau et une touche avec frettes. Pour en jouer, l'instrument est maintenu entre les jambes à la manière d'un violoncelle ou de la viole de gambe.

## Description
Le Grove Dictionary of Music and Musicians décrit le lirone comme une version plus grande de la lira da braccio, qui dispose d'une large touche, d'un chevalet presque droit et d'un chevillier en « feuille » équipé de chevilles frontales. Le chevalet, à l'arête légèrement convexe, permet de jouer des accords à trois, voire quatre cordes à la fois.
L'accord de l'instrument est particulier : la corde la plus aiguë est un fa#, la suivante une quinte plus bas, puis la suivante une quarte plus haut, puis une quinte plus bas et ainsi de suite.
On peut ainsi jouer dans différentes tonalités en réalisant les accords, mais sans pouvoir faire la basse, qui doit être jouée par une autre basse d'archet .
Les lirones que l'on peut jouer de nos jours ont été fabriqués à partir de l'iconographie de l'époque et des quelques modèles encore existants, visibles dans certains musées, à Bruxelles notamment.

## Histoire
Le lirone est d'abord utilisé en Italie entre la fin du XIVe et le début du XVIIe siècle – et particulièrement du temps de Claudio Monteverdi – pour fournir le continuo, ou l'harmonie dans l'accompagnement de la musique vocale. Il est fréquemment utilisé dans les églises catholiques, en particulier par les Jésuites. Alessandro Striggio, musicien attaché aux Medicis, était un virtuose du lirone « pouvant réaliser quatre voix d’un coup avec tant de légèreté et de musicalité que les auditeurs en étaient ébahis ». En 1650, Athanasius Kircher en décrit le son « gratissimam harmoniam auribus ingerens ad affectus doloris, planctus ».

## Interprètes

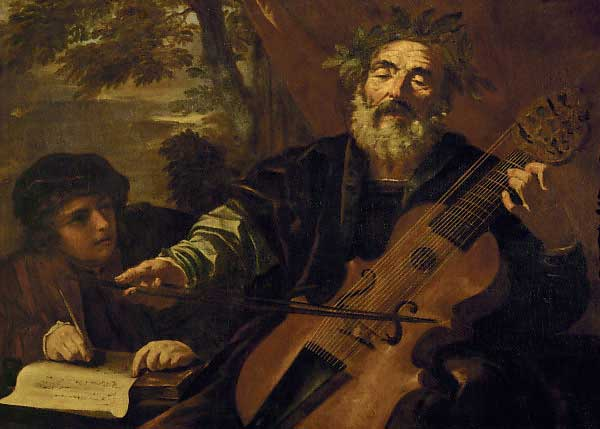
Pier Francesco Mola, joueur de Lira da gamba.

Malgré la renaissance du jeu sur instruments d'époque au cours du XXe siècle, et sa proximité de jeu avec la viole de gambe, seuls une poignée de musiciens jouent le lirone. Les interprètes notables sur l'instrument sont Erin Headley en Angleterre, Hille Perl et Claas Harders  en Allemagne, Annalisa Pappano aux États-Unis, Laura Vaughan en Australie  Paulina van Laarhoven aux Pays-Bas,, Bruno Gervais en France.

## Répertoire
- Emilio de' Cavalieri, La Rappresentatione di anima e di corpo (Rome 1600)[9]
- Jacopo Peri, Le Musiche sopra l’Euridice, extrait de l'opéra Euridice (1600)
- Luigi Rossi, Oratorio per la Settimana Santa, dernier madrigal finale, qui est une lamentation.

## Discographie
Pour tous les disques : Erin Headley, lirone (et viole de gamba).
- Luigi Rossi, Le Canterine Romane - Suzie Le Blanc, Barbara Borden, Emily van Evera, Päivi Järviö Tragicomedia (25-27 septembre 1992, Teldec 4509 90799-2) (OCLC 29987911)
- Luigi Rossi, Il pecator pentito, O Cecità del misero mortale (oratorios) - Les Arts florissants (janvier 1982, HMC 901091) (OCLC 659296520)
- Luigi Rossi, Orfeo - Les Arts florissants (novembre 1990, 3CD Harmonia Mundi HMC 901358) (OCLC 45056270)
- Claudio Monteverdi, Madrigali Concertati - Tragicomedia (Teldec 4509-91971-2)
- Claudio Monteverdi, Il Ballo Delle Ingrate - Tragicomedia (Teldec 4509-90798-2)
- Amor Amor, Cantates romains c. 1640 - Suzie Le Blanc, Tragicomedia (Vanguard Classics 99140)
- Heinrich Biber, Sonates du Rosaire - John Holloway, violon ; Davitt Moroney, claviers, Tragicomedia (Virgin "Veritas" VCD 7 90838-2)
- La Dolce Vita - The King's Singers, Tragicomedia, dir. Stephen Stubbs (22-26 septembre 1990, EMI "Reflexe" CDC 7 54191 2) (OCLC 26886639)
- Sprezzatura - Tragicomedia, dir. Stephen Stubbs (août 1990, Virgin "Veritas" CDC 7 54312 2) (OCLC 858321325)
- Claudio Monteverdi, Che Soave Armonia - (2-5 novembre 1998, Challenge Classics CD 0891720352) (OCLC 811334227)
- Love and Death in Venice - dir. Stephen Stubbs (1996, Virgin "Veritas" 5 45263 2) (OCLC 37433585)
- Una « Stravaganza » dei Medici : Intermedi (1589) per « La pellegrina » - Tessa Bonner, Emma Kirkby, Emily Van Evera, Nigel Rogers ; Taverner Consort, Taverner Choir, Taverner Players, Andrew Parrott (juillet 1986, EMI CDC 7479982) (OCLC 21152383)